# Otrava

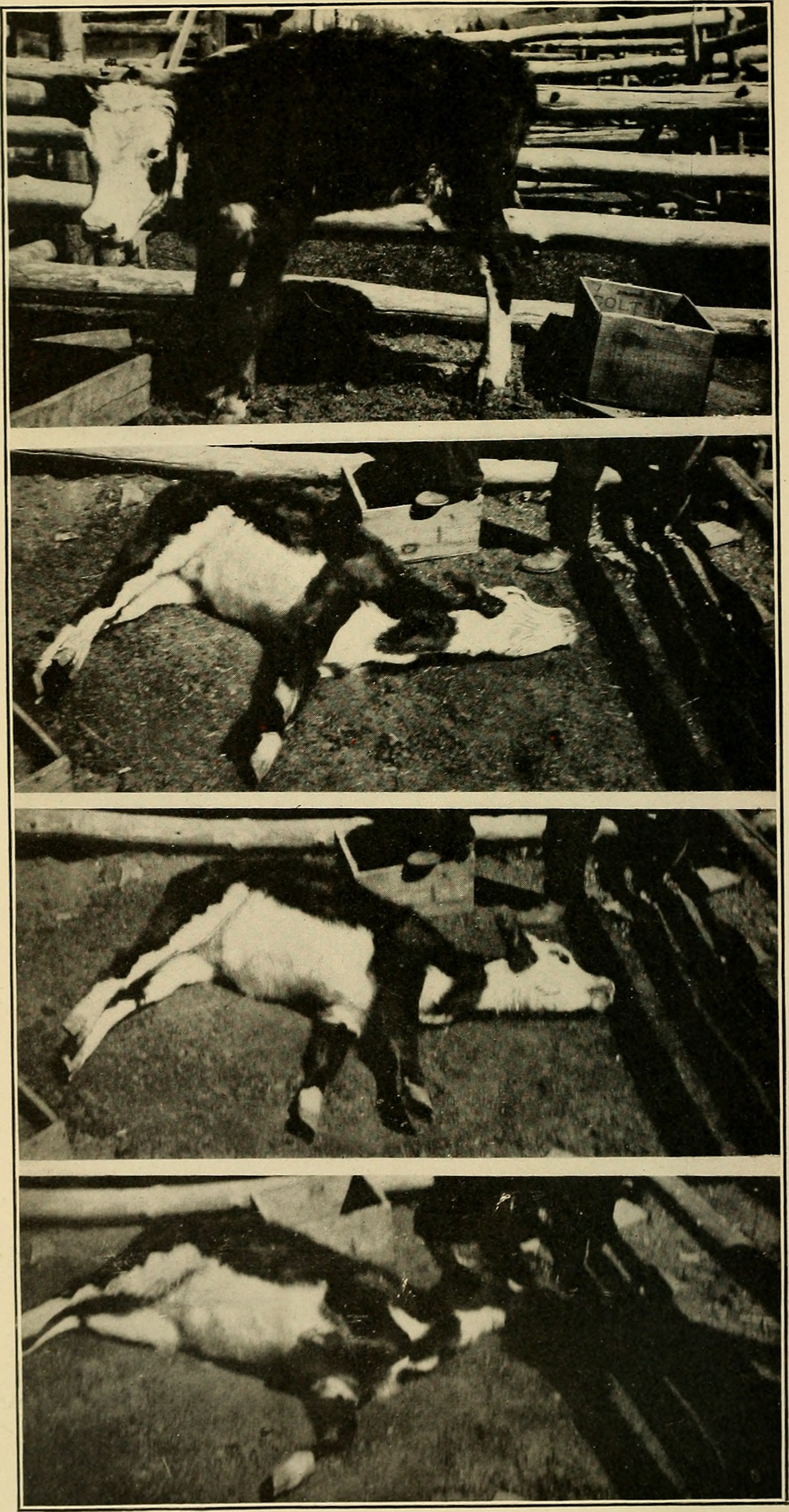
Průběh experimentálně vyvolané otravy u skotu rostlinou Cicuta maculata

Otrava je chorobný stav vyvolaný přítomností jedu v organismu. Jako na otravu lze též pohlížet na chorobu, jejíž hlavní negativní účinek pochází z jedů produkovaných patogeny (platí např. pro tetanus).

## Příčiny otrav

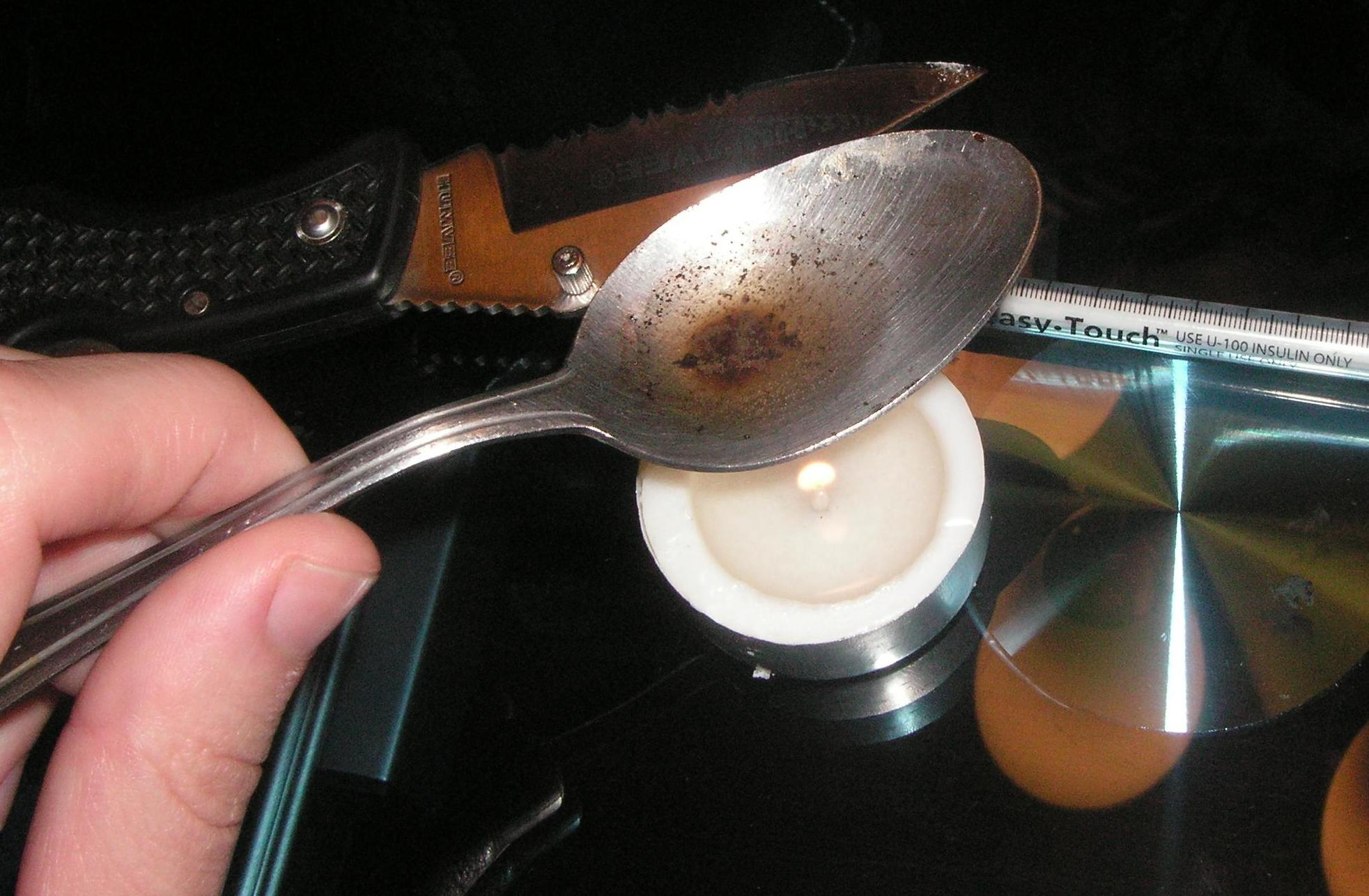
Droga jako možná příčina otravy

### Úmyslná otrava
- Sebevražedný úmysl, velmi často pouze demonstračního charakteru, tvoří naprostou většinu otrav (až 90 %), průměrný věk otrávených činí 25 let. Nejčastějšími prostředky jsou běžné léky (zvláště na spaní) velmi často v kombinaci s alkoholem.
- Pokus o vraždu.

### Nenáhodná otrava
- Užívání drog.

### Náhodná otrava
- Děti ve věku 1–5 let (léky, kosmetické přípravky a jiné chemikálie).
- Dospělí při výkonu povolání (např. při práci v prostředí s vyšší koncentrací toxických plynů či par, v zemědělství či v průmyslu).
- Náhodná záměna – trvalým zdrojem otrav je nalévání jedovatých látek do lahví od nápojů.
- Otravy zplodinami při hoření, nejčastější je otrava oxidem uhelnatým, která má též nejvíce smrtelných následků. Moderní materiály uvolňují například i chlór, fosgen a kyanovodík.
- Otrava jídlem či pitím – zejména jedovatými houbami nebo nevhodně skladovaným jídlem, často s výrazně překročenou dobou minimální trvanlivosti. Fugu, maso čtverzubců rodu Takifugu – může vést při špatné přípravě ke smrtelným nehodám. Příčinou je jed tetrodotoxin, který se především vyskytuje ve vnitřnostech ryb
- Otrava vodou je termín používaný pro naředění vnitřního prostředí organismu způsobeného příjmem čisté vody.
- Infekce ze znečištěné vody je častá zejména v tropických oblastech, v našich podmínkách je spíše výjimečná, např. u nevhodně udržovaných studní.
- Uštknutí hadem, kousnutí jedovatým živočichem či podráždění jedovatou rostlinou (např. bolševník velkolepý)

## Rychlost vzniku otravy
Rozlišujeme akutní otravy (vzniklé následkem jednorázového přijetí velkého množství jedu, například konzumací muchomůrky zelené či uštknutím taipana) a chronické otravy (vzniklé následkem dlouhodobého přijímání nízkých dávek kumulativního jedu, např. většina otrav těžkými kovy).

## První pomoc při otravě
- Pokud lze, přerušit působení jedu. Především se jedná o přivedení čerstvého vzduchu při otravě plynem. Zvracení má vysoká rizika a je lépe jej nevyvolávat. U kontaktních jedů je žádoucí odstranění oděvu a omytí kůže nebo sliznic (výplach oka).
- Zjistit příčinu a zajistit vzorek (obal, zbytky smaženice …)
- Obrátit se na odborníka (155 nebo toxikologické středisko 224915402 - nonstop konzultace)

Lékařskou pomoc poskytovanou v případě otravy lze rozdělit zhruba do tří oblastí:
1. Odstranění jedu z organismu a zamezení jeho dalšího přijímání. Jedná se především o výplach žaludku, zřídka vyvolávání zvracení v případě požití. Některé jedy kolující v krvi lze odstranit dialýzou (umělou ledvinou).
2. Zásahy proti účinkům jedu a jejich tlumení použitím léků, umělou plicní ventilací apod.). Účinných protijedů je bohužel velmi málo, většina otrav je však léčitelná jen podporou životních funkcí.
3. Podání séra proti patřičnému jedu (např. antitoxin proti tetanu, sérum proti kobřímu jedu) je spojeno s výrazným rizikem anafylaktického šoku.

## Příklady otrav

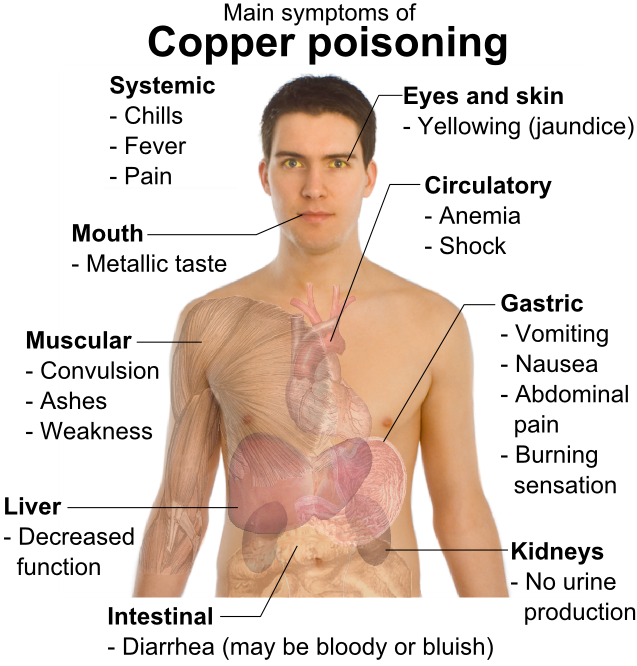
Hlavní příznaky otravy mědí.

### Otrava leptavými látkami
Pojmem leptavá látka se myslí kyselina nebo zásada, nejčastější otravou je požití, při kterém dochází k poleptání. Základní první pomoc spočívá ve zředění obsahu žaludku čistou vodou (popř. mlékem) a rychlém transportu k ošetření.

### Otrava oxidem uhelnatým (CO)
Oxid uhelnatý je plyn bez barvy a zápachu, vzniká  při spalování uhlíkatých látek, při nepřístupu vzduchu v mnohem větším množství. Po proniknutí do organizmu se váže na hemoglobin, tato vazba je zhruba 200 – 300x pevnější než vazba kyslíku. Příznaky otravy jsou bolesti hlavy, zvracení, závratě, poruchy zraku, zrychlení dechu a tepu a poruchy vědomí až bezvědomí, popřípadě celotělové křeče. První pomocí je vyvětrání, případně odvedení/odnesení ze zamořeného prostoru. Lékařská první pomoc spočívá v podávání kyslíku, někdy je nutná léčba v léčba kyslíkem v přetlakové komoře.
V literatuře ještě stále chybně uváděná cihlová/třešňová barva pleti je vídána u zemřelých, nikoliv u dosud žijících osob. 

### Otrava alkoholy
Nejčastěji jde o otravu metylalkoholem a etylenglykolem a zejména otrava lihem (etanolem). Alkoholy samy o sobě nejsou příliš toxické, toxické jsou jejich metabolity. První pomoc při otravě metylalkoholem a etylenglykolem (např. Fridex) spočívá v útlumu metabolizace, tedy v podání většího množství etanolu (např. vodky). Postižený musí být urychleně hospitalizován, hrozí rozvrat metabolizmu a poškození orgánů.

### Otrava houbami
Houby jakožto tradiční doplněk jídelníčku patří k běžným zdrojům otrav. Otravy houbami lze rozdělit na:
- Otravy resorpční z hub obsahujících jedovaté látky (např. otrava muchomůrkou zelenou)
- Obtíže po syrových houbách (např. otrava hřibem satanem)
- Obtíže po houbách tuhých a těžko stravitelných
- Obtíže po houbách s alergeny, hemolyzíny a antibiotiky
- Obtíže po houbách druhotně změněných (např. otrava hnojníkem inkoustovým, obtíže o zkažených houbách atp.)

### Otrava léky
Otrava léky.